# Melanitis sumbana
Melanitis sumbana är en fjärilsart som beskrevs av Van Eecke 1933. Melanitis sumbana ingår i släktet Melanitis och familjen praktfjärilar. Inga underarter finns listade i Catalogue of Life.